# Latrodectus rhodesiensis
Latrodectus rhodesiensis is een spin uit de familie der kogelspinnen. Ze komt enkel voor in Zimbabwe. De Latijnse benaming rhodesiensis verwijst naar de vroegere naam van dit land: Rhodesië.
Het abdomen en cephalothorax is beige tot lichtbruin gekleurd. Het abdomen eindigt in een spitse punt, waar de spintepels zitten. 
Een beet van deze spin is een van de minst giftige van alle spinnen uit het Latrodectus-geslacht. Na een beet treedt een zwelling op, die veel jeuk veroorzaakt. Een beet kan hoogstens tijdelijk het lymfevatenstelsel aantasten, maar zal zeker niet tot de dood leiden.